# William H. Crain
William Henry Crain, född 25 november 1848 i Galveston, Texas, död 10 februari 1896 i Washington, D.C., var en amerikansk politiker (demokrat). Han var ledamot av USA:s representanthus från 1885 fram till sin död.
Crain är begravd på Hillside Cemetery i Cuero i Texas.